# Lieber leben
Lieber leben (Originaltitel: Patients, Alternativschreibweise: Lieber Leben) ist eine französische Tragikomödie von Minos und Grand Corps Malade aus dem Jahr 2016. Sie basiert auf dem autobiografisch geprägten Roman Patients von Grand Corps Malade.

## Handlung
Ben ist aktiver Sportler, spielt Basketball und studiert, um später Sportlehrer zu werden. Mit Freunden bricht er abends in ein Schwimmbad ein und landet nach einem Kopfsprung ins viel zu flache Wasser mit Wirbelbruch im Krankenhaus. Nachdem nach einer Operation klar ist, dass er zwar Tetraplegiker ist, jedoch einen Zeh bewegen kann, wird er in ein Reha-Zentrum verlegt. Sein Therapeut wird François, der ihn in den nächsten Monaten begleiten wird. Schnell lernt Ben die Abläufe kennen: Er wird täglich vom fröhlichen Pfleger Jean-Marie geweckt, Pflegerin Christiane kümmert sich ebenfalls um ihn und François beginnt mit einfachen Übungen, um Ben zunächst aus der Liegeposition zu bekommen, damit er in einem elektrischen Rollstuhl fahren kann.
Im Reha-Zentrum lernt Ben nach und nach weitere Patienten kennen: Farid ist seit seinem vierten Lebensjahr auf den Rollstuhl angewiesen und bereits seit längerer Zeit im Reha-Zentrum. Er macht Ben mit dem Gebäude und den verschiedenen Stationen vertraut, als dieser nach einiger Zeit erstmals den Rollstuhl nutzen kann. Ben wird auf ein Zimmer verlegt, das er sich mit dem Motorrad-verrückten Eric und später mit dem Gangmitglied Eddy teilt. Neben Farid freundet sich Ben mit Toussaint an, der nach einem Autounfall gelähmt ist, sowie mit Tetraplegiker Steeve, den seine Bewegungslosigkeit depressiv macht und der nach einer Alkoholvergiftung ins Krankenhaus muss. Neu im Reha-Zentrum ist die schöne Samia, in die sich Ben verliebt. Als er erfährt, dass sie aus Liebeskummer einen Autounfall verursacht hat, der sie schwer verletzte und letztlich zu ihrem Aufenthalt im Reha-Zentrum führte, geht er jedoch auf Abstand, ohne ihr den Grund zu nennen.
Nach einigen Monaten hat sich Bens Zustand verbessert. Er kann seine Hände bewegen und beginnt mit ersten Laufübungen. Während er noch daran denkt, eines Tages wieder Basketball zu spielen, eröffnet ihm die leitende Ärztin der Einrichtung Dr. Challes, dass er nie wieder Leistungssport wird machen können. Sein Ziel solle vielmehr sein, seine Selbstständigkeit zurückzuerhalten. Ben ist erschüttert, erkennt jedoch, dass er mehr Glück als andere Patienten hat, deren Zustand sich auch nach Monaten nicht bessert. Farid stellt fest, dass alle ihre Hoffnungen nicht aufgeben, sondern ändern müssen.
Toussaint wird eines Tages in ein Heim für Behinderte verlegt, da er in der Reha keine Fortschritte mehr macht. Einige Monate später erfährt Ben kurz vor seiner Entlassung nach Hause, dass Toussaint an einem Herzinfarkt gestorben ist. Die Gruppe um Ben, Farid und Steeve trauert um ihn; niemand weiß, ob die Nachricht vom Herzinfarkt die Wahrheit ist. Nach einem Jahr in der Reha-Einrichtung wird Ben nach Hause entlassen. Seine Basketballmannschaft bestreitet an diesem Tag ein wichtiges Finale und Ben erscheint überraschend beim Spiel, wobei er langsam am Stock geht. Das Spiel beginnt und Ben schaut von der Mannschaftsbank aus zu.

## Produktion
Lieber leben basiert auf dem autobiografisch geprägten Roman Patients von Grand Corps Malade, der 2012 erschien. Grand Corps Malade, eigentlich Fabien Marsaud, schildert darin seinen Genesungsprozess im Rehabilitationszentrum Coubert, nachdem ein Schwimmunfall zur Lähmung seiner Beine geführt hatte. Die Dreharbeiten zu Lieber leben fanden sieben Wochen lang im Rehabilitationszentrum Coubert statt, einige der realen Vorbilder für Charaktere im Film übernahmen Gastauftritte. Die letzten Szenen des Basketballspiels wurden im Stade Auguste Delaune in Saint-Denis gedreht, wo sich Marsaud und Mehdi Idir, genannt Minos, Anfang der 1990er-Jahre als Kinder bei einem Konzert von NTM kennengelernt hatten. Die Kostüme schuf Claire Lacaze. Lieber leben war das Filmdebüt für Marsaud und Idir, die zuvor jedoch bereits bei Musikvideos zusammengearbeitet hatten.
Der Film hatte am 10. November 2016 auf dem Festival du film de Sarlat seine Premiere und lief am 1. März 2017 in den französischen Kinos an. Kinostart in Deutschland war am 14. Dezember 2017.

## Synchronisation
| Rolle       | Darsteller       | Synchronsprecher   |
| ----------- | ---------------- | ------------------ |
| Ben         | Pablo Pauly      | Julius Jellinek    |
| Farid       | Soufiane Guerrab | Ozan Ünal          |
| Toussaint   | Moussa Mansaly   | Leonhard Mahlich   |
| Samia       | Nailia Harzoune  | Melanie Hinze      |
| Steeve      | Franck Falise    | Tim Sander         |
| François    | Yannick Renier   | Till Endemann      |
| Lamine      | Jason Divengele  | Nico Sablik        |
| Dr. Challes | Dominique Blanc  | Monica Bielenstein |
| Jean-Marie  | Alban Ivanov     | Stefan Krause      |
| Christiane  | Anne Benoît      | Katharina Koschny  |
| Eric        | Côme Levin       | Konrad Bösherz     |
| Samir       | Samir El Bidadi  | Julien Haggège     |
| Bens Vater  | Xavier Mathieu   | Viktor Neumann     |

## Auszeichnungen

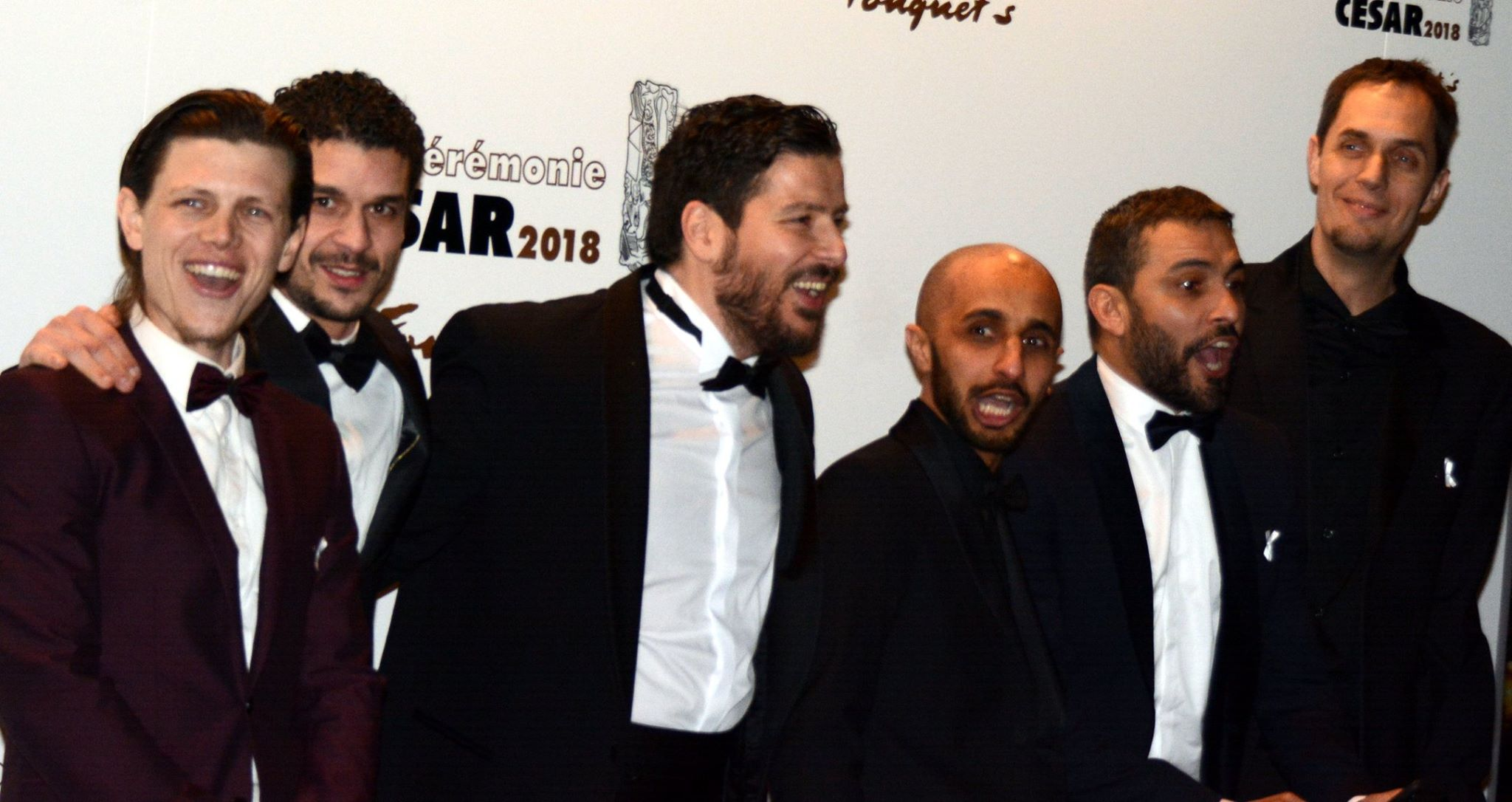
Franck Falise, Soufiane Guerrab, ?, Minos, Jean-Rachid und Grand Corps Malade (v. l. n. r.) beim César 2018

Beim César 2018 erhielt Lieber leben vier Nominierungen: in den Kategorien Bester Film, Bestes Erstlingswerk, Bester Nachwuchsdarsteller (Pablo Pauly) und Bestes adaptiertes Drehbuch. Grand Corps Malade und Minos waren bei den Globes de Cristal für einen Preis in der Kategorie Bester Film nominiert. Beim Prix Lumières erhielten beide eine Nominierung für einen Prix Heike Hurst für das beste Erstlingswerk. Pablo Pauly war für einen Prix Lumières als bester Nachwuchsdarsteller nominiert; Angelo Foley und Grand Corps Malade erhielten eine weitere Nominierung für die beste Musik.